# ویرازگان
ویرازگان (vīrāzagān) نوشته‌ای نویافته به زبان پارسیگ (پهلوی) است که دربارهٔ سفر مینوی مُغی به نام «ویراز» به بهشت و دوزخ می‌باشد.
ویراز در زمان شاه ویشتاسپ بالید. پس از درگذشت زردشت، شاه وی را از جهان زندگان به جهان مردگان فرستاد. او درآمیخته‌ای را که هفت خواهرش آماده کرده بودند سرکشید و دگرگون شد؛ دو ایزد، سروش و آذر، او را به چینوَد پل ره نمودند، جایی که ایزد داوری، رَشن، اندیشه‌ها و گفتارها و کردارهای مرده را با ترازویش می‌سنجید، و ایشان ویراز را پیش هرمزد آوردند، و نیز به جایی ره نمودند که دوزخیان با دیو و دروج پادافراه می‌دیدند.

## «ویرازگان» و «ارداویرازنامه»
«ویرازگان» دگرسان از «ارداویراف‌نامه» یا «ارداویرازنامه» ی شناخته‌ شده است و تنها رونوشت آن، در دست‌نوشتی به نام TD 26، در بنیاد کاما در هندوستان نگهداری می‌شود.

## کتابشناسی
اشه، رهام. ویرازگان: ایورزِ مینوی ویراز به بهشت و دوزخ، همراه با آوانویسیِ ویرازگان و ارداویرازگان. چاپِ نخست. تهران: شورآفرین، تابستانِ ۱۳۹۶. چاپِ دوم. تهران: کتابِ سده، پاییزِ ۱۳۹۶.